# بارنجگان
بارنجگان روستایی در دهستان پترگان بخش مرکزی شهرستان زیرکوه استان خراسان جنوبی ایران است. بر پایه سرشماری عمومی نفوس و مسکن در سال ۱۳۹۰ جمعیت این روستا ۱۶۰۹ نفر (در ۳۷۶ خانوار) بوده است.